# Synode von Mâcon
Mâcon war der Ort von insgesamt sechs fränkischen Synoden vor allem im Frühmittelalter.

## Erste Synode 579
Die erste Synode zu Mâcon fand 579 statt.

## Zweite Synode 581
In insgesamt 19 Canones wurde hier vor allem das Verhältnis zwischen Christen und Juden geregelt. So verbot Kanon Nr. 2 den Juden das Gespräch mit Nonnen. Kanon Nr. 14 regelte eine Ausgangssperre für Juden von Gründonnerstag bis Ostersonntag. Ein weiterer Kanon hatte die Besonderheit, dass mit einer Nonne Agnes eine konkrete Person angesprochen wurde.

## Dritte Synode 585
Die Synode vom 23. Oktober 585 unter Vorsitz König Guntram I. erklärte den einst freiwilligen Kirchenzehnt zur Pflicht.
Die Synode diskutierte viele Fragen, aber ist heutzutage meist nur bekannt durch spätere absichtliche oder unabsichtliche Fehlinterpretationen einer nebensächlichen Diskussion. Diese ging darum, einem einzelnen Bischof zu erklären, dass seine Behauptung über den Gebrauch des lateinischen Begriffs homo (im klassischen Latein „Mensch“, später auch „Mann“) falsch war. Die Behauptung des Bischofs, dass Frauen nicht als homo zu bezeichnen seien, wurde durch vielfältige Zitate der Bibel und anderer Schriften zurückgewiesen (Gregor von Tours, Historiae VIII 20). Es wurde und wird seit dem 17. Jahrhundert  immer wieder fälschlich behauptet, die Synode habe darüber diskutiert, ob auch Frauen eine Seele haben.

## Vierte Synode 627
Die Synode von 627 erkannte die Ordensregel des heiligen Columban von Luxeuil (Columbanregel) an.

## Fünfte Synode 906
Die fünfte Synode fand 906 statt.

## Sechste Synode 1286
Die sechste Synode fand 1286 statt.